# Валуев, Владимир Прокофьевич
Влади́мир Проко́фьевич Валуев (род. 16 июля 1947, Красный Луч, Ворошиловградская область, УССР, СССР) — российский военачальник, командующий Балтийским флотом ВМФ России (11 апреля 2001 — 6 мая 2006), адмирал (2001).

## Биография
Окончил Высшее военно-морское училище подводного плавания имени Ленинского комсомола (1964—1969), Высшие специальные офицерские классы ВМФ (1973—1974), Военно-морскую академию имени Маршала Советского Союза А. А. Гречко (ныне — имени Н. Г. Кузнецова; 1981—1983), Академические курсы Военно-морской академии имени Маршала Советского Союза А. А. Гречко в 1987 году, Военную академию Генерального штаба Вооружённых Сил Российской Федерации (1991—1993).
Службу проходил командиром группы управления БЧ-2, командиром БЧ-2-3 подводной лодки «С-44» (1969—1971), помощником командира подводной лодки «К-70» (1971—1973) Тихоокеанского флота, помощником командира подводной лодки «К-478» (1974—1975), старшим помощником командира подводной лодки (1975—1978), командиром подводной лодки «К-325» (11.1978—09.1981), с которой совершил переход с Северного флота на Тихоокеанский флот, начальником штаба (6 ноября 1983), заместителем командира (ноябрь 1983 — ноябрь 1988), командиром (ноябрь 1988 — июнь 1991) дивизии подводных лодок, начальником штаба 4-й флотилии подводных лодок (июнь 1993 — декабрь 1994), командиром 3-й эскадры подводных лодок (январь 1995 — апрель 1996) Тихоокеанского флота, заместителем начальника Главного штаба ВМФ (апрель — ноябрь 1996), 1-м заместителем командующего Балтийским флотом (16 ноября 1996 — 19 ноября 2000), исполняющим обязанности командующего Балтийским флотом (19 ноября 2000 — 11 апреля 2001), командующим Балтийским флотом (11 апреля 2001 — 6 мая 2006).
В мае 2006 года уволен в запас по выслуге лет.
Живёт в Калининграде. С 2011 г. — президент Межрегионального союза подводников ВМФ России. С 2016 г. — председатель Калининградского землячества и Союза землячеств приморских регионов.
Имеет двух дочерей: Анастасию (1997) и Анжелику (1971).

## Награды
- орден Мужества (12.01.2001)[3]
- орден «За военные заслуги» (1998)
- орден Почёта
- орден «За службу Родине в Вооружённых Силах СССР» 3-й степени (1988)
- медали СССР и Российской Федерации
- именное оружие — палаш морской (2006)

## Высшие воинские звания
- контр-адмирал (1994)
- вице-адмирал (15.11.1996)[4]
- адмирал (11.12.2001)[5]